# Otto Küsel
Otto Küsel (* 16. Mai 1909 in Berlin; † 17. November 1984 in Oberviechtach) war deutscher Funktionshäftling in dem Konzentrationslager Auschwitz, der seinen beschränkten Handlungsspielraum beispielhaft zugunsten anderer Häftlinge einsetzte.

## Haft in deutschen Konzentrationslagern
Sein Lebensunterhalt verdiente er in den 20er und 30er Jahren mit Betteln und Hausieren, wie er in seinem einzigen Interview Anfang der 80er‑Jahre erzählte. Die Zeit nach der Weltwirtschaftskrise 1929 bis 1935 verbrachte er offenbar überwiegend in Gefängnissen, Küsel war aufgrund verschiedener Vermögensdelikte inhaftiert worden. Im Februar März 1937 kam er einer Vorladung der Gestapo nach, bei der er verhaftet wurde und als „Berufsverbrecher“ ins KZ Sachsenhausen eingeliefert.
Er wurde am 20. Mai 1940 als einer von 30 kriminellen Häftlingen aus dem KZ Sachsenhausen ins Stammlager des KZ Auschwitz überstellt. Die 30 Häftlinge wurden von dem SS-Mann Gerhard Palitzsch begleitet. In Auschwitz erhielt Küsel die Häftlingsnummer 2 und gehörte zu den Kapos in diesem Lager. Kapos standen in der Lagerhierarchie gleich unter den Wachmannschaften.
Küsel koordinierte in Auschwitz als Kapo den Einsatz der Arbeitskommandos. Im Gegensatz zu vielen anderen Häftlingen in ähnlichen Positionen nutzte Küsel seinen Handlungsspielraum, um Häftlingen beispielsweise durch die Zuweisung leichterer Arbeiten zu helfen. Küsel äußerte sich 1969 in einem Gespräch mit Hermann Langbein folgendermaßen: „Natürlich konnte ich nicht jedem zu einem guten Kommando verhelfen, der mich darum gebeten hat. Wenn ich einen abweisen musste, dann sagte ich ihm: Komm nur immer wieder! Einmal ist es dann doch gelungen. Ich habe Neuzugänge in die schlechten Kommandos eingeteilt und diejenigen, die schon eine Zeitlang dort arbeiten mußten, in bessere versetzt.“ Er warnte Häftlinge „sich nicht als Akademiker oder Offiziere zu erkennen geben, denn das käme einem Todesurteil gleich. Er sprach Häftlingen Trost zu, baute sie psychologisch auf. Küsels Schreibstube wurde zur wichtigsten Anlaufstelle des polnischen Widerstands. Fluchtwillige wurden Kommandos zugeteilt, in denen sie besser abhauen konnten. Im Museum des Lagers gibt es Hunderte Berichte geben [sic], in denen Küsel positiv erwähnt wird.“
Am Nachmittag des 29. Dezember 1942 floh Otto Küsel zusammen mit den drei Polen Jan Baraś (eigentlich Jan Komski), Mieczysław Januszewski und Bolesław Kuczbara aus Auschwitz. Die vier Häftlinge entwichen mittels eines durch den Arbeitsdienst organisierten Pferdewagens, der außerhalb des Einzugsbereichs des KZ Auschwitz zurückgelassen wurde. Küsel hinterließ im Pferdewagen einen Brief, der später von Angehörigen der Lager-SS gefunden wurde. In diesem Brief wies er auf den Ofen in der Stube des unter den Häftlingen gefürchteten Lagerältesten des Stammlagers Bruno Brodniewicz (Häftlingsnr. 1) hin. In dem Ofen hatte Brodniewicz Gold und andere Wertgegenstände illegal versteckt, die seitens der Lager-SS nach Küsels Hinweis gefunden wurden. Brodniewicz kam daraufhin in den Bunker und wurde als Lagerältester abgelöst.
Küsel, der anschließend in Warschau bei einer polnischen Widerstandsgruppe aktiv war, wurde dort nach einem Dreivierteljahr durch die Gestapo verhaftet. Von September 1943 bis November 1943 war Küsel wieder in Auschwitz interniert. Während der Haft traf er wieder auf den ihm bekannten und berüchtigten SS-Oberscharführer Gerhard Palitzsch, der ebenfalls im „Bunker“ inhaftiert war. Palitzsch war wegen einer illegalen intimen Beziehung zu einem weiblichen jüdischen Häftling festgenommen worden.
Im Rahmen einer Amnestie beim Amtsantritt des neuen Lagerkommandanten Arthur Liebehenschel wurde Küsel aus dem Bunker entlassen. Am 9. November 1944 überstellte man ihn von Auschwitz ins KZ Flossenbürg.

## Nach dem Krieg
Nach Kriegsende wurde Küsel noch 1945 die polnische Staatsbürgerschaft ehrenhalber angeboten. Küsel lebte später zurückgezogen in Bayern und erhielt aufgrund seiner Hilfeleistungen viele Dankschreiben ehemaliger Mithäftlinge. In der Oberpfalz heiratete er Ende 1945 eine Frau aus der Region und hatte zwei Töchter. Er arbeitete zunächst in der Landwirtschaft, dann als Verkaufsfahrer für einen Obst- und Gemüsegroßhändler.
Küsel war einer von 211 Auschwitzüberlebenden, die im ersten Frankfurter Auschwitzprozess eine Aussage machten. Im Auschwitzprozess wurde er hart befragt. Man versuchte ihn als verlängerten Arm oder gar Spitzel der Lagerleitung zu verleumden.